# Giorgio Gagliani
Giorgio Gagliani (Roma, 1º gennaio 1943 – Zurigo, 27 gennaio 2004) è stato un economista italiano.

## Biografia
Economista, allievo di Federico Caffè, studiò presso l'Università di Roma "La Sapienza" ove conseguì la laurea nel 1967; si perfezionò, successivamente, presso la University of Chicago.
Docente nelle Università della Calabria (1972-1993) e di Cassino (1993-2004), fu professore incaricato (1972 - 1979) ed ordinario (1979 - 1993) di Economia Politica presso la facoltà di Scienze Economiche e Sociali dell'ateneo calabrese, della quale fu preside per il quadriennio 1983-1987; dal 1990 al 1993 presiedette la Biblioteca Interdipartimentale di Scienze Economiche e Sociali "E. Tarantelli". Trasferitosi presso la facoltà di Economia dell'Università di Cassino nel 1993, fu titolare della cattedra di Macroeconomia. Fu inoltre visiting professor presso le sedi universitarie di Oxford, Berkeley ed Austin, in Texas.
Ha pubblicato sulla European Economic Review, sull’American Journal of Sociology, sulla European Sociological Review, su Politica Economica, Note Economiche e Ricerche Economiche, ed è autore di un'importante monografia sulla curva di Phillips.